# Зальцман, Иоганн
Иоганн Зальцман (нем. Johann Salzmann; 6 апреля 1807 Вена — 8 декабря 1869 Вена) — архитектор Королевства Галиции и Лодомерии, инспектор городского строительства Львова, Вены.

## Реализованные проекты
- Львовская прогрессивная синагога «Темпль» (1843—1846)[1]
- Театр фонда Станислава Скарбека (1837—1842; в соавторстве Людвигом Пихлем)[2]
- Дворец римо-католических архиепископов на улице Винниченко в Львове (1842—1844)
- Дома № 1, 3, 5 на улице Лысенко в Львове (в соавторстве с Флорианом Ондеркою)
- Львовская ратуша (восстановление, 1848)